# Gradistye (Horvátország)
Gradistye (horvátul: Gradište) falu és község Horvátországban Vukovár-Szerém megyében.

## Fekvése
Vukovártól légvonalban 32, közúton 42 km-re délnyugatra, Zsupanyától 8 km-re északra, a Nyugat-Szerémségben, a Vinkovce – Zsupanya vasútvonal mentén, Cerna és Zsupanya között fekszik. 5756 hektáros területéből 3652 hektár szántó, 1314 hektár erdő, 81 hektár gyümölcsös, 57 hektár rét, 48 hektár legelő, 1 hektár szőlő és 543 hektár műveletlen terület.

## Történet
A régészeti leletek tanúsága szerint itt már az őskorban is laktak emberek. Az ásatások során különféle halászathoz, az árvizek elleni védekezéshez használt szerszámok kerültek itt elő, amelyek elegendő bizonyítékot jelentenek a neolitikum korában itt fekvő település létezéséhez. A gradištei határban található „Kamenište” dűlőben a római korból származó maradványok, számos tégladarab, padló- és tetőcserép, kőmozaik és vörös színű vakolattöredék található. E maradványokat zömmel a traktoros művelés során szántották ki a földből és csalhatatlan bizonytékai egy itteni nagyméretű, fényűző római villának. A fennmaradt feliratok alapján arra lehet következtetni, hogy a sirmiumi II. római lovaslégió katonai tábora volt a közelben. A „Veliko brdo” nevű kiemelkedő hely is már régóta ismert, különösen a lábánál talált sok római téglatöredékről.
A középkorban a község területe Valkó vármegyéhez tartozott, melynek leghatalmasabb urai a Garaiak voltak. A török uralom előtt a falu nem szerepel írásos forrásban, de Cerna 1408-as leírásában megemlítik, hogy a helység mellett a Száva szigetén egy vár („castrum in insula”) található. Ez a feljegyzés nem állítja, hogy van falu ezen a helyen, hanem csak arról szól, hogy egy erődítmény van ott, amelyet valószínűleg már régen építettek. A Repovac és a Berava összefolyásától kissé távolabb a később a Bosutba ömlő Berava jobb oldalán fekvő sík területen van egy kétcsúcsú kiemelkedés. Az egyik 108, a másik 103 méteres tengerszint feletti magasságú. Az említett régi erődítmény valószínűleg mind a két csúcsra, így az egész területre kiterjedt. A helyet a Repovac, Berava és Bosut vízfolyások vették körül, amelyek így egy szigetet teremtettek, amely körül magas vízállás alatt alatt sok volt a víz. Emellett az erődítmény mellett jött létre valamikor a 18. században a mai település, melyet a betelepülő sokácok az akkor már elpusztult erődről Gradistyének (gradište = várhely) neveztek el.
1745-től megkezdődött a katonai határőrvidék szervezése és 1747-ben megalakították a határőrezredeket és a település a Bródi határőrezred igazgatása alá került. Gradiste Szlavónia és a Szerémség 1786-os összeírásában sík vidéken fekvő településként 105 házzal szerepel, melyből 94 volt cseréppel fedett, egyet náddal, tízet pedig szalmával fedtek. Volt a faluban egy tisztviselői lakás is sárral tapasztott vesszőfonatból épített falakkal és cseréptetővel. Ugyanilyen módon épült a templom és az őrház is. A falunak szőlőskertje is volt. Innen fél óra járásra a Bistrica-pataknál egy kőhalom volt látható, ami egykor valószínűleg valami vár volt.
Az első katonai felmérés térképén „Gradistje” néven található. Lipszky János 1808-ban Budán kiadott repertóriumában „Gradistye” néven szerepel. Nagy Lajos 1829-ben kiadott művében „Gradistye” néven 411 házzal, 2162 katolikus és 48 ortodox vallású lakossal találjuk.
A településnek 1857-ben 2657, 1910-ben 3002 lakosa volt. Szerém vármegye Zsupanyai járásához tartozott. Az 1910-es népszámlálás adatai szerint lakosságának 91%-a horvát, 2%-a szlovén, 1%-a német anyanyelvű volt. A település az első világháború után az új szerb-horvát-szlovén állam, majd később (1929-ben) Jugoszlávia része lett.
1941 és 1945 a Független Horvát Államhoz tartozott, majd a szocialista Jugoszlávia fennhatósága alá került. 1991-től a független Horvátország része. 1991-ben lakosságának 94%-a horvát nemzetiségű volt. A településnek 2011-ben 2773 lakosa volt.

## Népessége
| Lakosság változása | Lakosság változása | Lakosság változása | Lakosság változása | Lakosság változása | Lakosság változása | Lakosság változása | Lakosság változása | Lakosság változása | Lakosság változása | Lakosság változása | Lakosság változása | Lakosság változása | Lakosság változása | Lakosság változása | Lakosság változása |
| ------------------ | ------------------ | ------------------ | ------------------ | ------------------ | ------------------ | ------------------ | ------------------ | ------------------ | ------------------ | ------------------ | ------------------ | ------------------ | ------------------ | ------------------ | ------------------ |
| 1857               | 1869               | 1880               | 1890               | 1900               | 1910               | 1921               | 1931               | 1948               | 1953               | 1961               | 1971               | 1981               | 1991               | 2001               | 2011               |
| 2.657              | 2.863              | 2.859              | 3.048              | 2.986              | 3.002              | 2.589              | 2.592              | 3.160              | 3.345              | 3.547              | 3.520              | 3.274              | 3.297              | 3.382              | 2.773              |

## Nevezetességei
- Assisi Szent Ferenc tiszteletére szentelt római katolikus plébániatemploma 1844-ben épült. A templom belülről 31 méter hosszú és 13,5 méter széles. A harangtorony magassága 47 méter. A templom öt oltárral rendelkezik: a főoltár Assisi Szent Ferenc, Szent József szobrával karjában Jézussal és egy sárkányt ölő Szent György szoborral; a Szűzanya oltár a Lourdes-i Szűzanya, Szent Joachim és Szent Anna szobraival; a Szent Márk oltár Szent Illés és Szent Pál szobrokkal; a Jézus szíve oltár Szűz Mária és a Szent Klára szobraival; a Szent Antal oltár Szent Flórián és Szent Borbála szobraival. A Szentsír a templom katechumenális részében található a bejárati ajtó bal oldalán, a Fájdalmas Szűzanya és a Szent János szobrokkal. Az összes oltár, kivéve a főoltárt fából készült, tiroli stílusban. A főoltárt kőből építették. A templom 14 regiszteres, egymanuálos, pedálos, mechanikus orgonája 1879-ben készült Angster József mester pécsi műhelyében. A manuál hangterjedelme C-f3, a pedáloké E-h.
- A Kálváriakápolnát 1850-ben építették Szűz Mária tiszteletére az 1848/49-es magyar és itáliai szabadságharc leverésében részt vett helyi határőrök emlékére. A kápolna 6 méter hosszú és 4 méter széles. 1851-ben Húsvét harmadnapján szentelte fel Šumanovac plébános. A kápolna előterében egy kis tornác van, négy oszloppal, efölé emelkedik egy négyzet alakú piramis alakú toronysisakkal fedett, 6 méter magas harangtorony tetején kis gömbbel, amelybe egy fémkereszt van beágyazva. Misét csak Krisztus mennybemenetele és Nagyboldogasszony ünnepén tartanak benne.
- A temetőkápolnát 1937/38-ban építették. Felszentelése 1938. október 8-án történt.
- Védett népi építészeti műemlék a Dretvić-ház,[6] mely a 20. században épült, hagyományos lakó- és gazdasági egységként. Az épületek egy része tölgyfából készült, míg a másik rész téglából, illetve fa és tégla kombinációjával készült. Az épületek falazatait sárral tapasztották, egyes részeken a falakat vályogtéglából készítették. A legértékesebb rész, a kunyhó, vagy kisház a szövetkezet tagjainak lakásaként szolgált.

## Oktatás
1774-ben kiadtak egy rendeletet, amely szerint iskolát kellett építeni minden olyan helyen, amely határőr századparancsnokság székhelye volt. Ebben az időben Cerna volt a századparancsnokság székhelye, így Gradistyének még sokáig kellett várakoznia az iskolára. A Cernában alapított iskolában csak Gradistye módosabb polgárait tanították, a lányok és a fiúk nagy része továbbra is írástudatlan maradt. A gradistyei iskola csak 1831. január 15-én nyílt meg. Kétosztályos intézmény volt körülbelül ötven hallgatóval. Az iskola alapításától 1851-ig a tanár munkáját olyan katonák, kézművesek és falusi fiúk végezték, akik nem rendelkeztek a szükséges szakmai képzettséggel. 1855-ben 57 diák járt az általános iskolába. Ebben az évben egy német tannyelvű iskolát nyitottak meg azzal a szándékkal, hogy megkísérelje a helyi lakosság germanizálását. Egy évvel később, 1856-ban az általános iskola háromosztályos iskolává nőtte ki magát, amelybe 1872-ben már 270 tanuló járt. A helyi iskolatanács kérésére az oktatási hatóságok jóváhagyták az egyosztályos leányiskola 1874-es megnyitását. A leány- és fiúiskola 1883-ban egyesült, így háromosztályos vegyes iskolává nőtte ki magát, amely 1929-ig működött, amikor négyosztályos állami általános iskolává fejlődött. Az első és a második világháború természetesen nagyban akadályozta az iskola zökkenőmentes működését, de továbbra is folyamatosan működött. A második világháború után az iskolát már nyolcéves általános iskolaként működtették. 2002. április 8-án nyílt meg az új iskolaépület és a tornaterem. Az iskola teljes területe 2821 m², ebből 1237 m² udvar. Az iskolának 10 osztályterme, irodája, könyvtára, konyhája és étkezője van.

## Sport
- Az NK Slavonac Gradište labdarúgóklubot 1947-ben alapították. A csapat a megyei 1. ligában szerepel.
- Sokol Gradište taekwondoklub

## Egyesületek
DVD Gradište önkéntes tűzoltó egyesület